# Pteronymia starkei
Pteronymia starkei är en fjärilsart som beskrevs av Otto Staudinger 1884. Pteronymia starkei ingår i släktet Pteronymia och familjen praktfjärilar. Inga underarter finns listade.